# 狙撃 (映画)
『狙撃』（そげき）は、1968年11月23日に公開された東宝製作のアクション映画。監督は堀川弘通、主演は加山雄三。若大将シリーズなどの好青年のキャラクターを多く演じてきた加山が、これまでと異なる『弾痕』などのハードボイルド作品に出演していた時期で、この作品では殺し屋を演じている。

## あらすじ
プロの狙撃手の松下はある日、ファッションモデルの小高章子と知り合い、やがて深い仲になる。折しも松下は商事会社の社長から金塊強奪の仕事を引受け成功させたが、それ以来、片倉という殺し屋から命を狙われ始める。松下は片倉との対決を決意するが、片倉は章子を監禁し、人質として松下をおびき出す。

## スタッフ
- 製作：貝山知弘
- 監督：堀川弘通
- 脚本：永原秀一
- 撮影：長谷川清
- 編集：黒岩義民
- 美術： 村木忍
- 音楽：真鍋理一郎
- 殺陣：岩本弘司
- 撮影助手：木村大作[4]

## 配役
- 加山雄三 : 松下徹
- 浅丘ルリ子 : 小高章子
- 岸田森 : 深沢
- 藤木孝 : 花田
- 笹岡勝治 : 今野
- 川合伸旺 : 安部
- 倉光和彦 : 工藤
- 新井純 : 美樹
- サリー・メイ : バレンチナ
- 船戸順 : 山際
- 大前亘 : 尾行者
- 鈴木和夫 : 片倉の手下
- 関田裕 : 税関係
- 田中浩
- 荒木保夫 : 密輸団
- 久野征四郎 : 密輸団
- 岩本弘司 : 密輸団
- 小沢昭一 : 李康生
- 森雅之 : 片倉譲二

## 関連作品
- 狙撃 THE SHOOTIST
  - 本作を原案とした1989年のビデオ映画。